# De Speelgoeddief (televisieserie)
De Club van Sinterklaas & De Speelgoeddief is het achtste seizoen van De Club van Sinterklaas. Dit seizoen bestond uit 29 afleveringen, die werden uitgezonden tussen 29 oktober en 1 december 2007. Is het vervolg op De Club van Sinterklaas - Paniek In de Confettifabriek, en wordt gevolgd door De Club van Sinterklaas - De Grote Onbekende.

## Verhaal
De Sint gaat jaarlijks, net voordat hij naar Nederland vertrekt, naar het circus. Omdat Muziekpiet echter het circuskaartje voor Sinterklaas per ongeluk in de wasmachine heeft gedaan, besluiten de Pieten zelf maar een voorstelling voor hem te maken, een bonte avond. Daar hebben ze de hulp van Acrobaatpiet bij nodig. Acrobaatpiet neemt onverwacht ook een andere Piet mee: Weetnietwatpiet. Wanneer Weetnietwatpiet maar niet kan besluiten wat hij wil doen voor de bonte avond, komt hij tot een verrassende ontdekking: hij is blijkbaar wel erg goed in goochelen. Hierbij is dan ook een nieuwe Piet geboren: Hokuspokuspiet.
Terwijl de bonte avond bezig is, steelt een geheimzinnige jongeman een grote hoeveelheid snoep uit het kasteel. Een paar avonden later weer. Daarna begint hij zelfs aan het speelgoed. Zullen de Pieten erachter kunnen komen wie de pakjes gestolen heeft en ze op tijd terug weten te krijgen?

## Rolverdeling
- Sinterklaas - Bram van der Vlugt
- Coole Piet -  Harold Verwoert
- Testpiet - Beryl van Praag
- Hoge Hoogte Piet - Tim de Zwart
- Profpiet - Piet van der Pas
- Muziekpiet - Wim Schluter
- Hokuspokuspiet - Hugo Konings
- Acrobaatpiet - Henry van Loon
- Hulppiet - Titus Boonstra
- Kleurpiet - Peter de Gelder
- Felix - Michel Sluysmans
- Butler Hector - Leo Hogenboom

## Trivia
Felix de speelgoeddief komt stiekem naar het Feest van Sinterklaas. Felix wil het cadeau voor Sinterklaas stelen. Ernst en Bobbie gaan doordat ze hem zien stiekem in het cadeau zitten. Als Felix het cadeau wil stelen springen Ernst en Bobbie uit het cadeau en vangen de dief. De serie gaat daarna verder waar het gebleven was. 

## Titelsong
De titelsong van dit seizoen is De speelgoeddief, gezongen door Coole Piet (Harold Verwoert). Ook dit seizoen is er een zelfstandige videoclip van de titelsong die alleen te zien is buiten de afleveringen, namelijk tijdens reclameblokken op zender Jetix en clipzenders en -programma's als TMF. Een onbekende ruimte (de Speelgoedkelder?) is opnamelocatie en Pietendanseressen sieren het filmpje weer met dansmanoeuvres. De titelsong is uitgebracht op single, cd-album De Liedjes van De Club van Sinterklaas: De Hits van 2007 en heruitgebracht op De Liedjes van De Club van Sinterklaas: De Hits van 2008 en op compilatiealbum Het Beste van De Club van Sinterklaas 2009.

## Muziekspecial
Ook uitgezonden tijdens dit seizoen is een muziekspecial. In de stijl van De Generale uit 2005 organiseren Coole Piet, Testpiet, Muziekpiet en Hulppiet onder toeziend oog van Hoge Hoogte Piet en Profpiet een optreden.